# Elasmosomus raffrayi
Elasmosomus raffrayi is een keversoort uit de familie kniptorren (Elateridae). De wetenschappelijke naam van de soort is voor het eerst geldig gepubliceerd in 1878 door Candèze.